# Avellaneda (Buenos Aires)
Avellaneda (argentinische Aussprache: [aβeʒaˈneða]; ehemals Barracas al Sud, auch Avellaneda Centro) ist die Hauptstadt des gleichnamigen Partido Avellaneda in der Provinz Buenos Aires. Avellaneda befindet sich südöstlich der argentinischen Hauptstadt Buenos Aires in deren Ballungsraum Gran Buenos Aires am Riachuelo. Angrenzende Localidades im Partido Avellaneda sind Dock Sud, Piñeyro und Crucecita.
Avellaneda hatte bei der Volkszählung 2001 24.313 Einwohner (davon 54,53 % Frauen) und 8.900 Haushalte.
Avellaneda wurde 1852 durch ein Provinzgesetz gegründet und 1895 zur Stadt erhoben und 1904 zu Ehren des argentinischen Ex-Präsidenten Nicolás Avellaneda umbenannt. Die Stadt ist ein bedeutendes Zentrum der Industrie. Avellaneda ist durch zahlreiche Buslinien und die Eisenbahn (Línea Roca) mit der argentinischen Hauptstadt verbunden.
Avellaneda ist Heimat der beiden Erstliga-Fußballclubs Racing Club und CA Independiente. 1916 wurde in Avellaneda das entscheidende Spiel der ersten Copa América nach Krawallen, die sich im vorgesehenen Stadion in Montevideo ereigneten, ausgetragen.

## Söhne und Töchter der Stadt
- Roberto Quiroga (1911–1965), Tangosänger und -gitarrist
- Elsa Rivas (1925–2010), Tangosängerin
- Rebeca Guber (1926–2020), Mathematikerin, Informatikerin und Hochschullehrerin
- Osvaldo Codaro (1930–2017), Wasserballspieler
- Lolita Torres (1930–2002), Sängerin
- Graciela Fernández Meijide (* 1931), Menschenrechtlerin
- Humberto Maschio (1933–2024), argentinisch-italienischer Fußballspieler
- Alejandra Pizarnik (1936–1972), Dichterin
- Agustín Roberto Radrizzani (1944–2020), römisch-katholischer Erzbischof von Mercedes-Luján
- Jorge Asís (* 1946), Journalist und Schriftsteller
- Adriana Varela (* 1952), Tangosängerin und Schauspielerin
- Carlos Morel (* 1958), Tangosänger
- Marcelo Barticciotto (* 1967), argentinisch-chilenischer Fußballspieler und -trainer
- Marcelo Julián Margni (* 1971), römisch-katholischer Bischof von Avellaneda-Lanús
- Roberto Acuña (* 1972), Fußballspieler
- Gino Clara (* 1988), Fußballspieler
- Fernando Gutiérrez (* 1989), Fußballspieler
- Eduardo Salvio (* 1990), Fußballspieler
- Ricardo Centurión (* 1993), Fußballspieler
- Eva De Dominici (* 1995), Filmschauspielerin und Model
- Joaquín Gómez (* 1996), Hammerwerfer